# Relíquias associadas a Jesus
Várias supostas relíquias associadas a Jesus foram exibidas ao longo da história do cristianismo. Enquanto alguns indivíduos acreditam na autenticidade das relíquias, outros duvidam de sua validade. Por exemplo, o filósofo do século XVI Erasmo de Roterdão escreveu sobre a proliferação de relíquias e o número de edifícios que poderiam ser construídos a partir de relíquias de madeira alegadamente da cruz da crucificação de Jesus. Da mesma forma, pelo menos trinta Santos Cravos foram venerados como relíquias em toda a Europa no início do século XX. Parte das relíquias está incluída nas chamadas Arma Christi ("Armas de Cristo"), ou os Instrumentos da Paixão.
Algumas relíquias, como os restos da coroa de espinhos, recebem apenas um número modesto de peregrinos, enquanto outras, como o Sudário de Turim, recebem milhões de peregrinos, incluindo os papas João Paulo II, Bento XVI e Francisco.
Como o ensinamento cristão geralmente afirma que Cristo ascendeu ao céu corporalmente, há poucas relíquias corporais além daquelas descritas como tendo sido removidas ou expulsas do corpo de Cristo antes de sua ascensão, como o Santo Prepúcio de Jesus ou o sangue do Sudário de Oviedo.

## A Vera Cruz

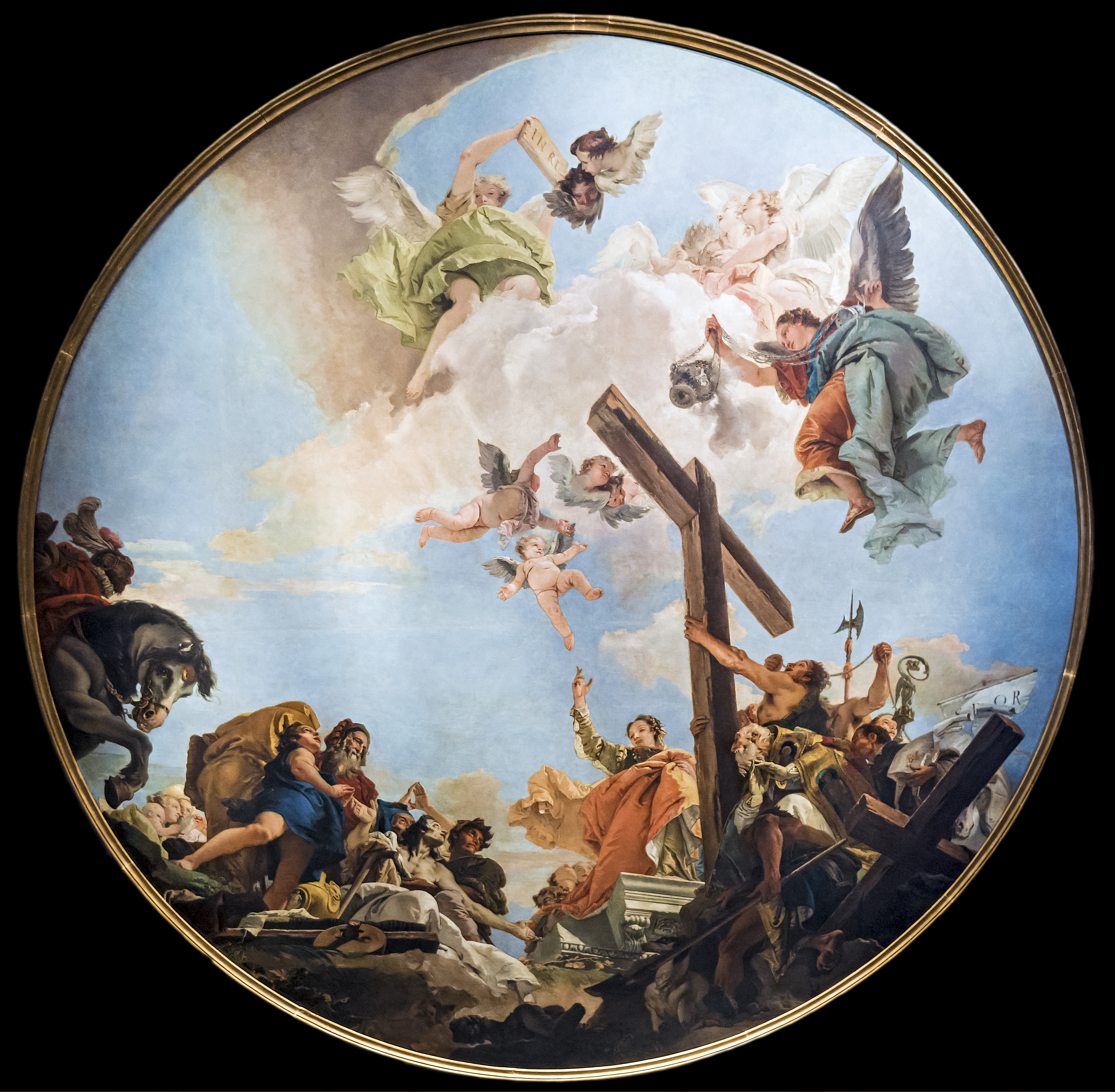
Descoberta da Vera Cruz, por Tiepolo, 1745

A "Vera Cruz" se refere à cruz real usada na Crucificação de Jesus. Atualmente, muitos fragmentos de madeira são reivindicados como relíquias da Vera Cruz, mas é difícil estabelecer sua autenticidade. A história da descoberta da Vera Cruz no século IV foi relatada na Lenda Dourada de Tiago de Voragine, publicada em 1260, que incluía a tradição dos santos venerados na época.
A tradição e a lenda atribuem a descoberta da Vera Cruz a Helena, mãe de Constantino, o Grande, que foi para a Síria Palestina durante o século IV em busca de relíquias. Eusébio de Cesareia foi o único autor contemporâneo a escrever sobre a jornada de Helena em sua Vida de Constantino. Mas Eusébio não mencionou a Vera Cruz, embora tenha se detido na piedade de Helena e em seu relato do local do Santo Sepulcro. Nos escritos do século V de Sócrates Escolástico, Sozomeno e Teodoreto relatam a descoberta da Vera Cruz.
Pedaços da suposta Vera Cruz, incluindo metade da tábua de inscrição INRI, são preservados na Basílica da Santa Cruz em Jerusalém em Roma. Outros pequenos pedaços da Vera Cruz são supostamente preservados em centenas de outras igrejas europeias. A autenticidade das relíquias e a precisão dos relatos de descoberta da Vera Cruz não são aceitos por todos os cristãos. A crença na tradição da Igreja Cristã Primitiva em relação à Vera Cruz é geralmente restrita às Igrejas Católica e Ortodoxa Oriental. As lendas medievais da proveniência da Vera Cruz diferem entre a tradição Católica e a Ortodoxa Oriental. Essas igrejas honram Helena como uma santa, assim como a Comunhão Anglicana.

## Acheiropoieta
Várias imagens acheiropoieta (lit.  "feito sem mão"; ícones não feitos à mão) relatadas como sendo do rosto ou corpo de Jesus impressas em tecido foram exibidas. Em muitos casos, essas imagens estão sujeitas a intenso debate e especulação. Embora as devoções ao rosto de Jesus sejam praticadas, o termo "Sagrada Face de Jesus" se refere às devoções específicas aprovadas pelo Papa Leão XIII em 1895 e pelo Papa Pio XII em 1958 para a imagem do Sudário de Turim.

### Sudário de Turim

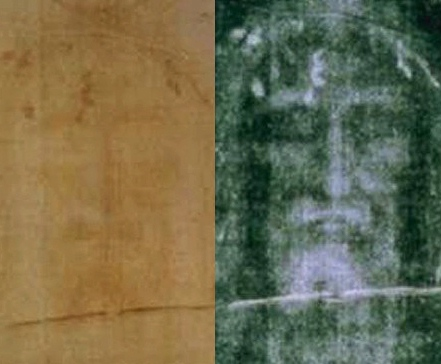
Uma foto do rosto do Sudário de Turim, positivo à esquerda, negativo à direita, tendo sido realçado por contraste

O Sudário de Turim é a relíquia de Jesus mais conhecida e mais intensamente estudada.
Em 1988, a datação por radiocarbono determinou que o sudário era da Idade Média, entre os anos de 1260 e 1390.

### Sudário de Oviedo

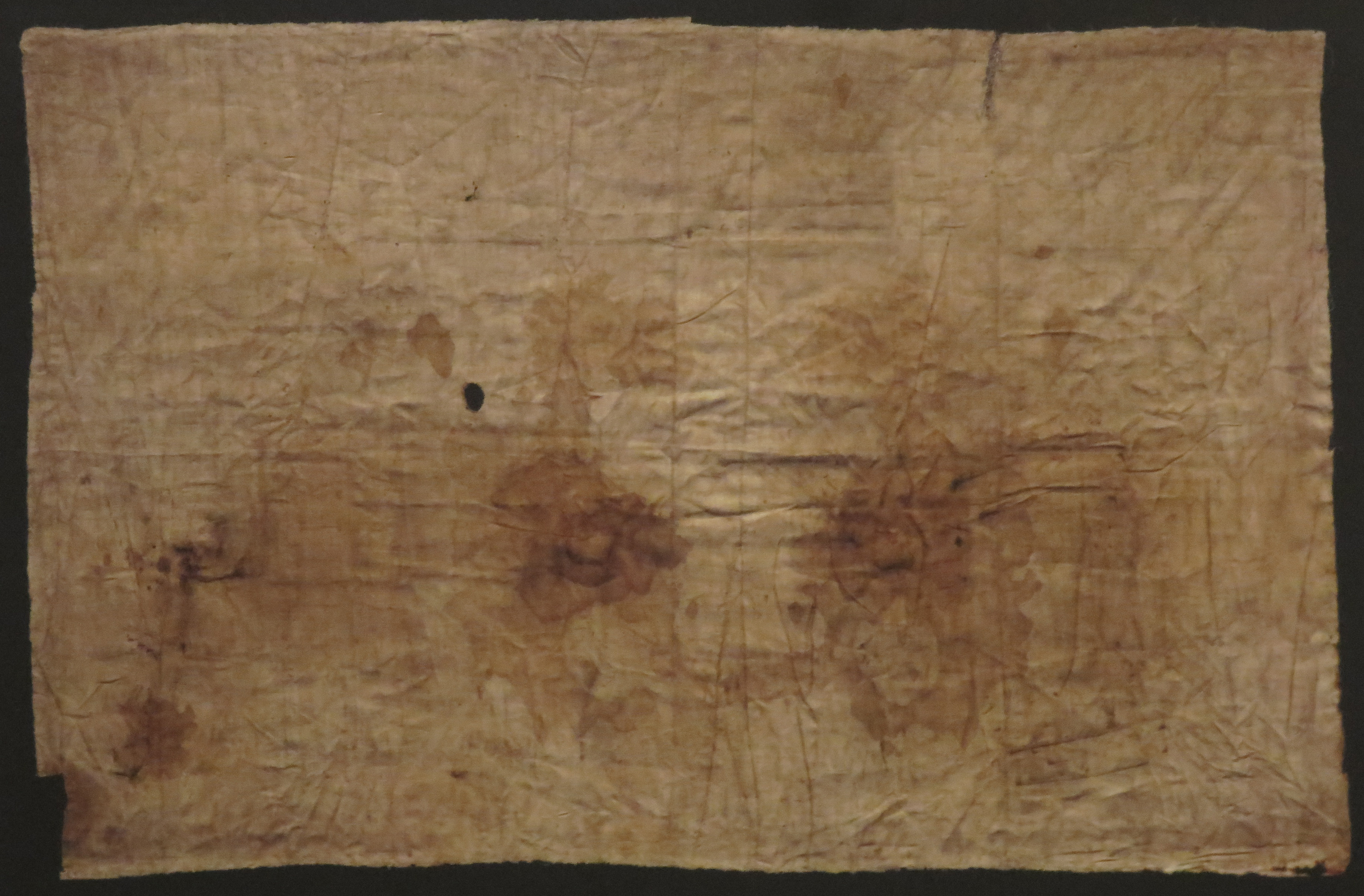
O Sudário de Oviedo.

O Sudário de Oviedo é um pano manchado de sangue, medindo 84 cm × 53 cm (33 in × 21 in), com curadoria na Cámara Santa da Catedral de San Salvador, em Oviedo, Espanha. O Sudário (latim para "pano de suor") é supostamente o pano enrolado em volta da cabeça de Jesus Cristo depois que ele morreu, observado no Evangelho segundo João (20:6–7).
O sudário está sujo e amassado, com manchas escuras que são dispostas simetricamente, mas não formam uma imagem como no Sudário de Turim. Os defensores da autenticidade da relíquia, como o arquivista do Vaticano, Monsenhor Giulio Ricci, afirmam que ambos os panos cobriam o mesmo homem.

### Imagem de Edessa

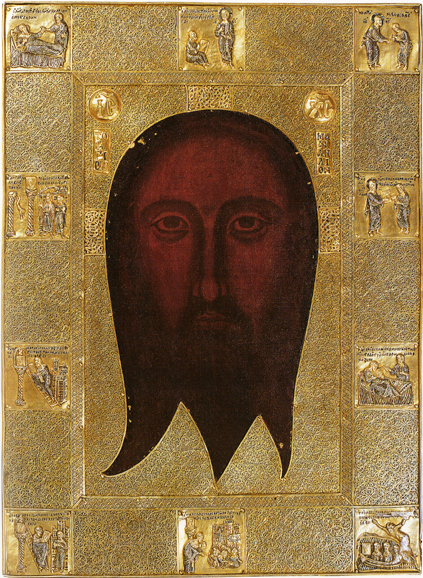
A Sagrada Face de Gênova

A Imagem de Edessa também é conhecida como Mandylion. Duas imagens são reivindicadas como sendo o Mandylion: a Santa Face de Gênova na Igreja de São Bartolomeu dos Armênios em Génova e a Santa Face de San Silvestro, com curadoria na Basílica de São Silvestre Primeiro em Roma até 1870, e agora na Capela Matilda do Palácio do Vaticano. Que o Mandylion é de fato o Sudário de Turim é assunto de debate.

### Véu de Verônica
O Véu de Verônica, usado para enxugar o suor da testa de Jesus enquanto ele carregava a cruz, é reivindicado como tendo a semelhança do rosto de Cristo. Hoje em dia, várias relíquias são reivindicadas como sendo o Véu de Verônica, com várias cópias antigas também sendo veneradas.

#### Roma
Uma imagem mantida na Basílica de São Pedro em Roma desde o século XIV é supostamente o Véu de Verônica reverenciado na Idade Média. A inspeção mais detalhada registrada no século XX ocorreu em 1907, quando o historiador de arte jesuíta Joseph Wilpert inspecionou a imagem.
O Palácio de Hofburg em Viena tem uma cópia do Véu de Verônica, identificado pela assinatura de 1617 do secretário do Papa Paulo V, durante cujo reinado uma série de seis cópias do véu foram feitas.

#### Alicante
A imagem no Mosteiro da Santa Face em Alicante, Espanha, foi adquirida pelo Papa Nicolau V de parentes do imperador bizantino em 1453 e colocada em Alicante em 1489.[carece de fontes?]

#### Siena
A Catedral de Xaém, na Espanha, tem uma cópia da Verônica que provavelmente data de Siena do século XIV, conhecida como Santo Rostro e adquirida pelo bispo Nicholas de Biedma.

#### Manoppello
Em 1999, o padre Heinnrich Pfeiffer anunciou em uma entrevista coletiva em Roma que havia encontrado o Véu no mosteiro dos capuchinhos na vila de Manoppello, Itália, onde estava desde 1660. Este Véu é discutido no livro de Paul Badde de 2010, The Face of God. Características evidenciadas durante o processamento 3D da Imagem de Manoppello foram relatadas.

#### Galeria

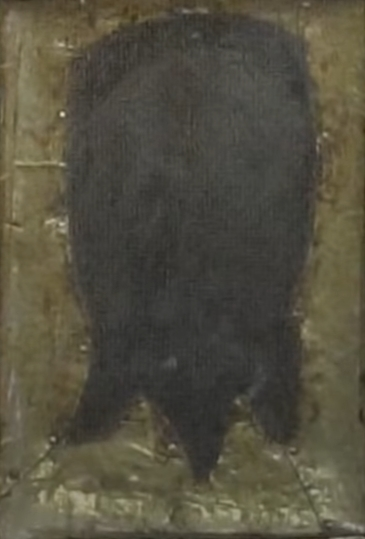
O Véu do Vaticano de Verônica
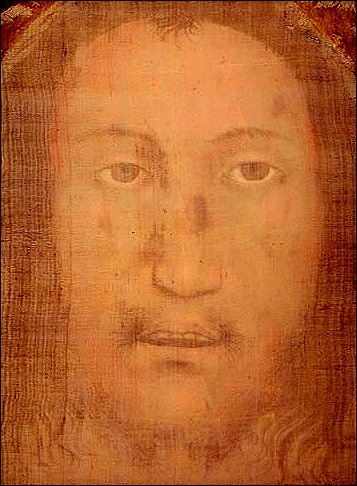
A Imagem de Manoppello
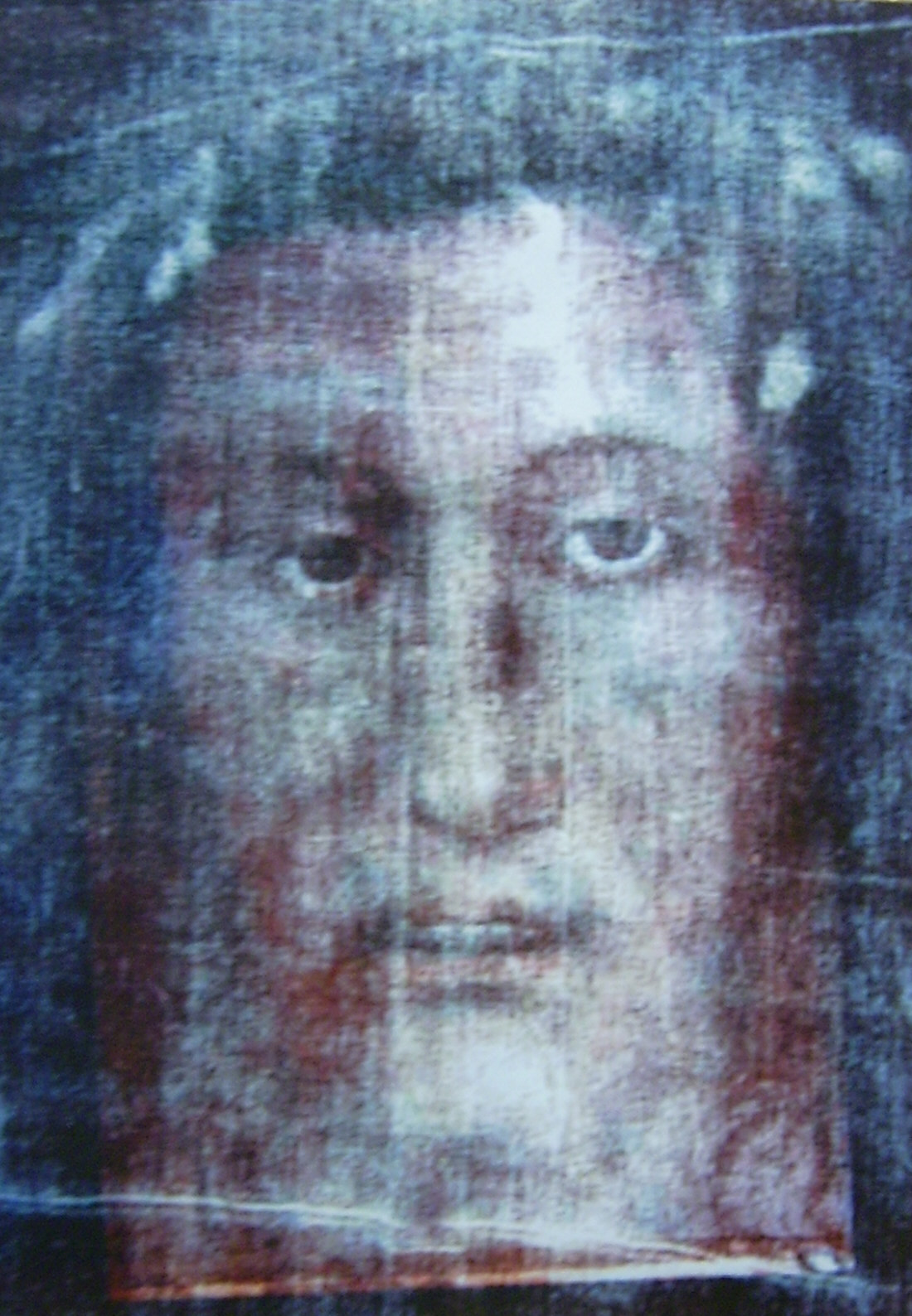
Superposição do Véu de Manoppello sobre o negativo do Sudário de Turim

## Outras relíquias

### Natividade e infância

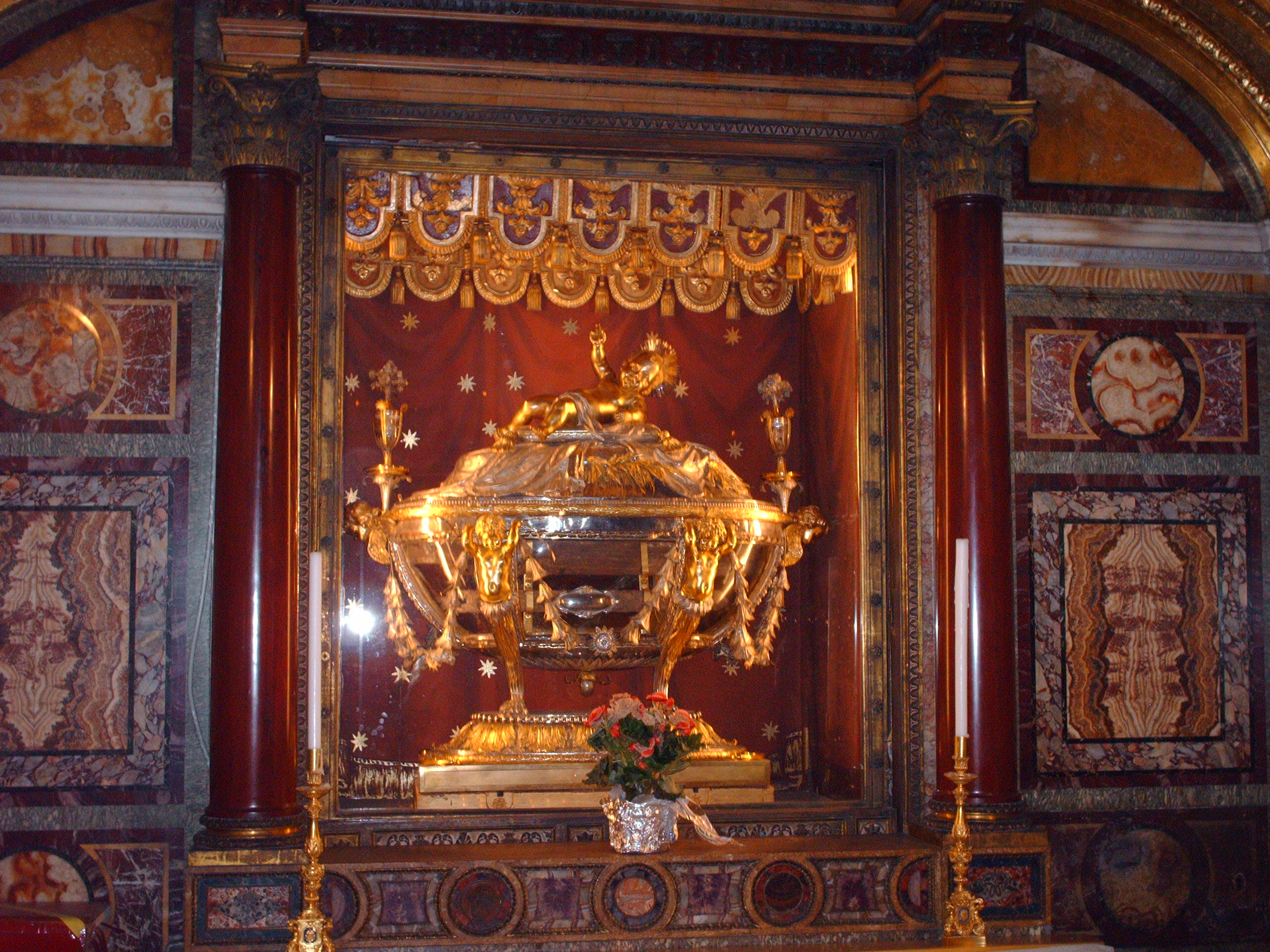
Relicário do Santo Presépio

Pedaços de madeira que se diz serem restos da manjedoura do menino Jesus residem no relicário do Presépio Sagrado na Basílica de Santa Maria Maior em Roma. A relíquia consiste em cinco pedaços estreitos de madeira de sicômoro, que a tradição afirma ter sido trazida da Terra Santa pela imperatriz Helena (ver peregrinação de 326-28), ou na época do Papa Teodoro I (642-649). Em 2019, um fragmento do presépio foi removido do relicário do Presépio Sagrado e colocado em exposição permanente na Igreja de Santa Catarina em Belém.
O Mosteiro de São Paulo no Monte Atos afirma ter relíquias dos Presentes dos Magos, enquanto na Croácia, a catedral de Dubrovnik afirma ter os panos de enfaixar que o menino Jesus usou durante a apresentação no Templo.

### A Última Ceia

#### Faca da Última Ceia
A faca usada por Jesus durante a Última Ceia também foi motivo de veneração na Idade Média, de acordo com o Guia para Peregrinos de Santiago de Compostela do século XII. De acordo com o viajante francês Jules-Léonard Belin, a faca usada por Jesus para fatiar pão foi permanentemente exibida na Logetta do Campanário de São Marcos em Veneza.

#### Cálice Sagrado (Santo Graal)
O Cálice Sagrado é o recipiente que Jesus usou na Última Ceia para servir vinho (Mateus 26:27–28).
Várias relíquias do Cálice Sagrado são relatadas na lenda do Santo Graal, embora não façam parte da tradição católica. Dos cálices existentes, apenas o Santo Cáliz de Valencia (Santo Cálice da Catedral de Valência) é reconhecido como uma "relíquia histórica" pelo Vaticano, embora não como o cálice real usado na Última Ceia. Embora não reivindiquem a autenticidade da relíquia, tanto o Papa João Paulo II quanto o Papa Bento XVI veneraram este cálice na Catedral de Valência.

### Coroa de espinhos

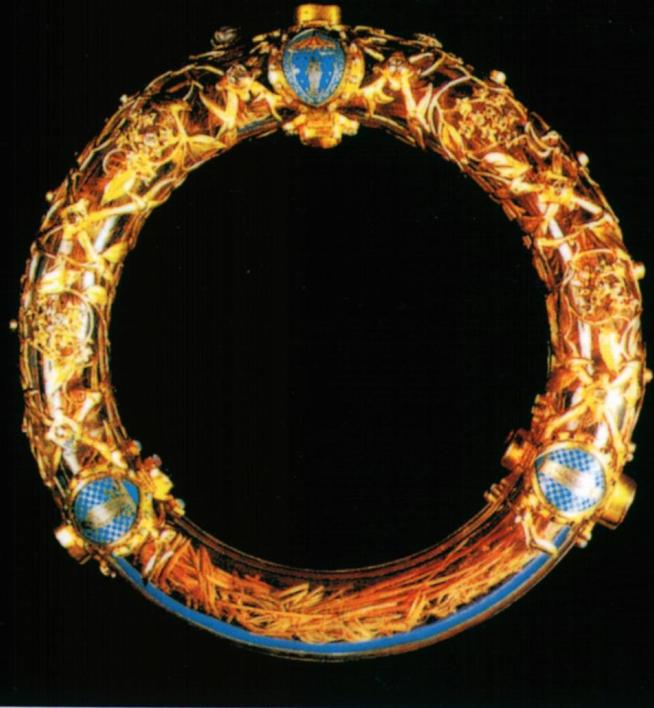
Relíquia da coroa de espinhos, recebida pelo rei francês Luís IX do imperador Balduíno II. Foi preservada na Catedral de Notre-Dame de Paris até abril de 2019, quando foi transferida para o Louvre.

As relíquias da Paixão apresentadas na Catedral de Notre Dame em Paris incluem um pedaço da Vera Cruz de Roma, entregue por Helena, junto com um Prego Sagrado e a Coroa de Espinhos. O Evangelho segundo João conta que, na noite entre a Quinta-feira Santa e a Sexta-feira Santa, soldados romanos zombaram de Jesus colocando uma coroa de espinhos em sua cabeça (João 19:12). A coroa é um círculo de cana amarrado e preso por fios de ouro. Os espinhos eram presos a esse círculo trançado, que media 21 cm (8.3 in) de diâmetro. Os setenta espinhos teriam sido divididos entre os imperadores bizantinos e os reis da França.
Os relatos de peregrinos a Jerusalém relatam a Coroa de Espinhos. Em 409, Paulino de Nola afirma que a coroa era mantida na basílica do Monte Sião em Jerusalém. Em 570, Antônio, o Mártir, relata a Coroa de Espinhos na Basílica de Sião. Por volta de 575, Cassiodoro escreveu: "Jerusalém tem a Coluna, aqui está a Coroa de Espinhos!" Entre os séculos VII e X, a Coroa de Espinhos foi movida para a capela dos imperadores bizantinos em Constantinopla para guarda segura. Em 1238, o imperador latino Balduíno II de Constantinopla penhorou as relíquias para crédito a um banco veneziano.
Luís IX, o rei da França, resgatou a coroa do Banco Veneziano. Em 10 de agosto de 1239, o rei depositou 29 relíquias em Villeneuve-l'Archevêque. Em 19 de agosto de 1239, as relíquias chegaram a Paris. Vestindo uma túnica simples e com os pés descalços, o rei colocou a coroa de espinhos e outras relíquias na capela do palácio em uma estrutura que ele encomendou. Durante a Revolução Francesa, as relíquias foram armazenadas na Biblioteca Nacional. Após a Concordata em 1801, as relíquias foram dadas ao arcebispo de Paris, que as colocou no tesouro da Catedral em 10 de agosto de 1806. Desde então, essas relíquias foram conservadas pelos cônegos do Capítulo Metropolitano da Basílica, que são responsáveis pelas venerações, e guardadas pelos Cavaleiros da Ordem do Santo Sepulcro de Jerusalém. Napoleão I e Napoleão III ofereceram relicários para a coroa de espinhos. Eles estavam em exibição na Catedral de Notre-Dame durante cerimônias religiosas programadas, até que um grave incêndio atingiu a catedral em 15 de abril de 2019.

### Crucificação

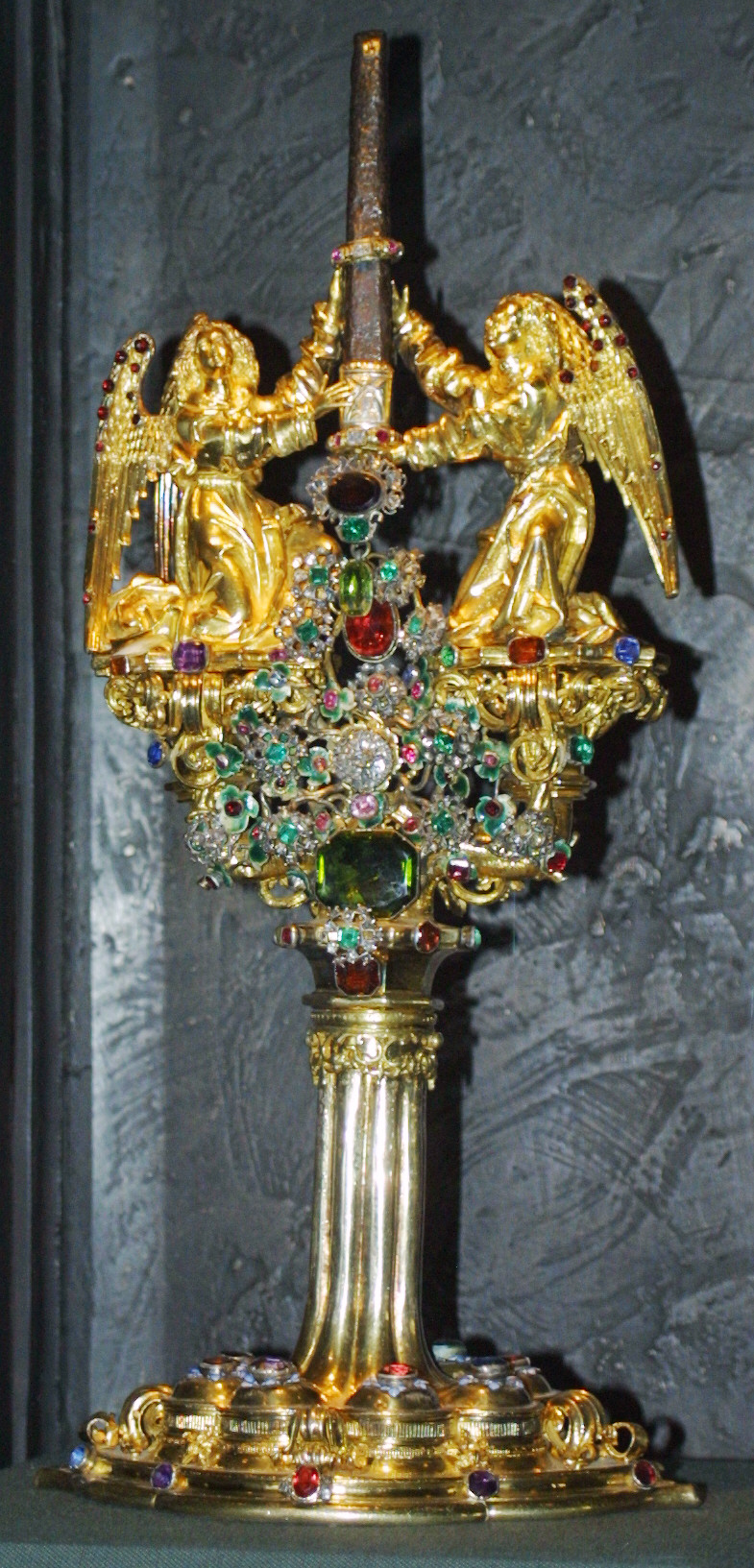
Relíquia com um prego sagrado na Catedral de Bamberg

Muitas relíquias atualmente exibidas resultam da viagem de Helena, a mãe de Constantino, o Grande, à Síria Palestina no século IV.[carece de fontes?] A autenticidade de muitas dessas relíquias é questionada. Por exemplo, os Santos Cravos trazidos de volta por Helena, alguns acreditam que as notas da Enciclopédia Católica são problemáticas com base no número de relíquias reivindicadas:
Muito pouca confiança pode ser depositada na autenticidade dos trinta ou mais pregos sagrados que ainda são venerados, ou que foram venerados até tempos recentes, em tesouros como o de Santa Croce em Roma, ou os de Veneza, Aachen, Escurial, Nuremberg, Praga, etc. Provavelmente a maioria começou professando ser fac-símiles que haviam tocado ou contido limalhas de algum outro prego cuja reivindicação era mais antiga.
A Scala Sancta, as escadas do pretório de Pôncio Pilatos, subidas por Jesus durante seu julgamento, foram trazidas a Roma por Helena de Constantinopla no século IV, segundo a tradição.
A Basílica do Sangue Sagrado em Bruges, Bélgica, reivindica uma amostra do sangue de Cristo em um pano em um frasco, dado por Teodorico da Alsácia após o século XII.
Outras relíquias reivindicadas, baseadas na Crucificação de Jesus incluem:
- A Santa Túnica: A posse da vestimenta sem costura de Cristo (em latim: tunica inconsultilis; João 19:23),[39] pela qual os soldados lançaram sortes na Crucificação, é reivindicada pela catedral de Trier, Alemanha, e pela igreja paroquial de Argenteuil, França. A igreja de Argenteuil alega que seu Santo Manto foi trazido por Carlos Magno.[40]
- O local da crucificação chamado Gólgota, fica na Igreja do Santo Sepulcro em Jerusalém. Dentro da igreja, o local da crucificação consiste em uma pilha de pedras de cerca de 7 metros (23 pé) de comprimento por 3 metros (9,8 pé) de largura por 4,8 metros (16 pé).[carece de fontes?]
- A Coroa de Ferro da Lombardia e o Freio de Constantino são relatados como sendo feitos dos Pregos Sagrados.
- A Lança Sagrada é a lança usada pelo soldado romano Longuinho para perfurar o lado de Jesus quando ele estava na cruz.
- A Santa Esponja, é relatada como estando na Basílica da Santa Cruz em Jerusalém em Roma.
- A Coluna da Flagelação, à qual Jesus foi amarrado durante a Flagelação de Jesus, está supostamente na Basílica de Santa Práxedes em Roma.

### Relíquias corporais
O ensino cristão afirma que Cristo ascendeu ao céu corporalmente. Portanto, as únicas partes de seu corpo disponíveis para veneração são aquelas obtidas antes da Ascensão. Em vários pontos da história, várias igrejas na Europa alegaram possuir o Prepúcio sagrado, o prepúcio de Jesus de sua circuncisão; lágrimas derramadas por Cristo ao lamentar Lázaro; o sangue de Cristo derramado durante a crucificação; um dente de leite que caiu da boca de Jesus aos 9 anos; pelos da barba, cabelos da cabeça, unhas de Cristo. Uma seção do Santo Cordão Umbilical que se acredita permanecer desde o nascimento de Cristo está atualmente na Arquibasílica de São João de Latrão.

## Citações
1. ↑  Dillenberger 1999, p. 5
2. 1 2   Thurston, Herbert (1913). «Holy Nails». In:  Herbermann, Charles. Enciclopédia Católica (em inglês). Nova Iorque: Robert Appleton Company
3. ↑  Pope John Paul II (24 de maio de 1998), Pope John Paul II's address in Turin Cathedral, Santa Sé
4. ↑  Margaret Aston, Faith and Fire Continuum Publishing, 1993 ISBN 1-85285-073-6 p. 272
5. ↑  «NPNF2-01. Eusebius Pamphilius: Church History, Life of Constantine, Oration in Praise of Constantine - Christian Classics Ethereal Library». www.ccel.org
6. ↑  Thiede, Carsten Pet; d'Ancona, Matthew (2000). The quest for the true cross. Londres: Weidenfeld & Nicolson. p. 22. ISBN 9780297842286
7. ↑  «Saint Helena Queen and Widow». anglicancatholic.org. Consultado em 10 de abril de 2015
8. ↑  Cruz 2003, p. 200
9. ↑  "The Shroud of Turin is the single, most studied artifact in human history" statement considered as "widely accepted" in Lloyd A Currie, The Remarkable Metrological History of Radiocarbon Dating [II] Arquivado em 2010-12-06 no Wayback Machine, J. Res. Natl. Inst. Stand. Technol. 109, 2004, p. 200.
10. ↑  Damon, P. E.; Donahue, D. J.; Gore, B. H.; Hatheway, A. L.; Jull, A. J. T.; Linick, T. W.; Sercel, P. J.; Toolin, L. J.; Bronk, C. R.; Hall, E. T.; Hedges, R. E. M.; Housley, R.; Law, I. A.; Perry, C.; Bonani, G.; Trumbore, S.; Woelfli, W.; Ambers, J. C.; Bowman, S. G. E.; Leese, M. N.; Tite, M. S. (16 de fevereiro de 1989). «Radiocarbon dating of the Shroud of Turin» (PDF). Nature. 337 (6208): 611–615. Bibcode:1989Natur.337..611D. doi:10.1038/337611a0
11. ↑  Michael McDonnell (2007). Lost Treasures of the Bible. ISBN 1-84753-316-7. page 31.
12. ↑  João 20:6–7
13. ↑  Ruffin 1999, p. 47
14. ↑  Houlden 2003, vol. 2, p. 66
15. ↑  Wilson 1991
16. ↑  Nickell (2007), p. 75.
17. ↑  Wilson 1991, p. 157
18. ↑  Wilson 1991, p. 94
19. ↑  Ian Wilson, Holy Faces, Secret Places, page 161
20. ↑  The Face of God: The Rediscovery of the True Face of Jesus, Igantius Press, Paul Badde, 2010.
21. ↑   J. Jaworski, G. Fanti 3-D PROCESSING TO EVIDENCE CHARACTERISTICS REPRESENTED IN MANOPPELLO VEIL (article)
22. 1 2  «Relic thought to be from Jesus' manger arrives in Bethlehem». nbcnews.com. The Associated Press. 30 de novembro de 2019. Consultado em 1 de dezembro de 2019
23. ↑  Longhurst, Christopher. «A Roman Christmas Ritual: Micro-Architecture and the Theatre of the Presepio». The Institute for Sacred Architecture. Sacred Architecture. 16 (Outono de 2009). Consultado em 24 de dezembro de 2023
24. ↑  Craughwell, Thomas J. (2011). «Holy Manger (first venerated in the fourth or seventh century)». Saints Preserved: An Encyclopedia of Relics. Crown Publishing Group. pp. 123–124. ISBN 978-0307590749. Consultado em 24 de dezembro de 2023
25. ↑  Janekovic-Romer, Zdenka (1996), Javni rituali u politickom diskursu humanistickog Dubrovnika (em croata), Zavod za hrvatsku povijest Filozofskog fakulteta Zagreb - Institute of Croatian history, Faculty of Philosophy Zagreb, p. 78
26. ↑  Snoek, Godefridus (1995), Medieval Piety from Relics to the Eucharist, ISBN 978-90-04-10263-7, Leiden: E.J. Brill, p. 248
27. ↑  Belin, Julien-Léonard (1843), Le Simplon et l'Italie septentrionale: promenades et pèlerinages (em francês), Belin-Leprieur, p. 218
28. ↑  Mateus 26:27–28
29. ↑   Thurston, Herbert (1913). «Chalice». In:  Herbermann, Charles. Enciclopédia Católica (em inglês). Nova Iorque: Robert Appleton Company
30. ↑  «The History of the Holy Chalice», Official website of the Valencia cathedral - The Holy Chalice of the Lord Supper
31. ↑  Griffin 2001, p. 103
32. ↑  Pope to Venerate Holy Grail, Zenit News, 7 de julho de 2006, cópia arquivada em 25 de julho de 2010
33. ↑  Davisson, Darrell D (2004).  Kleinhenz, Christopher, ed. Medieval Italy: An Encyclopedia. 1. Abingdon, Inglaterra: Routledge. p. 955. ISBN 9780415939294
34. ↑  João 19:12–NIV
35. ↑  Notre Dame de Paris - Veneration of the Crown Arquivado em 2010-10-28 no Wayback Machine
36. ↑  «Notre Dame fire: Paris Fire Brigade chaplain braved the blaze to rescue cathedral treasures». USA Today. 17 de abril de 2019
37. ↑  Nickell (2007), p. 96.
38. ↑  Nickell (2007), p. 169.
39. ↑  João 19:23–NIV
40. ↑  Nickell (2007), p. 104.
41. ↑  Jacques Auguste Simon Collin de Plancy. Dictionnaire critique des reliques et des images miraculeuses, T. 2. 1827. / Jésus-Christ /  P. 43-80.
42. ↑  P. Saintyves. Les reliques et les images légendaires. — Paris: Mercure de France, 1912. — / Les reliques corporelles du Christ / P. 107—184.